# Будинок Горелика

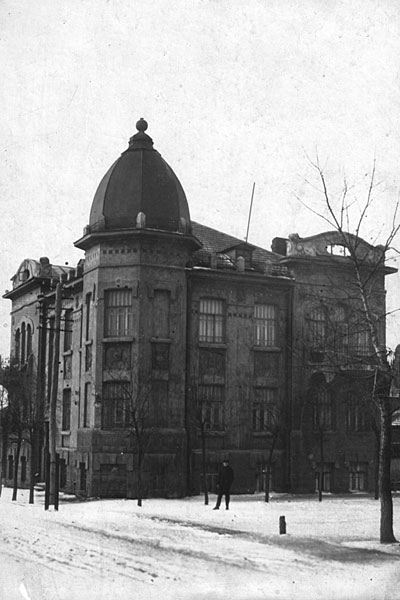
Будинок Горелика, фото до 1977 р. без прибудови до західного торця

Будинок Горелика (вул. Жовтнева, 82) — пам'ятка архітектури та містобудування в Донецьку. Побудований між 1901—1905 роками для купця Горелика. Рішення фасадної частини будівлі виконане в стилі модерн. Кут будівлі підкреслений гранованою баштою із загостреним куполом. У вежі раніше розміщувалася моленна. Будівля виділяється серед інших донецьких споруд химерними контурами балконів, динамічним обрамленням вікон, стриманим декором фасадів та вставками облицювання з керамічної плитки. 
У будівлі до жовтневого перевороту 1917 року знаходилася підпільна друкарня більшовиків. 
У перші роки радянської влади в будинку Горелика розташовувався клуб Тудоровськіх з великою танцювальною залою, популярною в той час. Потім в будівлі розміщувався радіоцентр. З 1946 року в будівлі розташовується обласне управління місцевої промисловості. 
Є версія, що з балкона будинку Горелика для п'ятитисячної аудиторії свої вірші читав Маяковський Володимир Володимирович. 
1977 року архітектором А. Міщенко з інституту «Донбасгромадпроект» був розроблений проект прибудови до західного торця особняка. Прибудова не порушила загального стилю будівлі. 
Останнім часом в будинку Горелика розташовуються об'єднання «Спецшахтобуріння» та регіональне управління «ПриватБанку». 